# Zollernia ilicifolia
Zollernia ilicifolia là một loài thực vật có hoa trong họ Đậu. Loài này được (Brongn.) Vogel miêu tả khoa học đầu tiên.